# Jurij Mokrycki
Jurij Jarosławowycz Mokrycki, ukr. Юрій Ярославович Мокрицький, ros. Юрий Ярославович Мокрицкий, Jurij Jarosławowicz Mokricki (ur. 16 października 1970 w Rawie Ruskiej, w obwodzie lwowskim) – ukraiński piłkarz, grający na pozycji obrońcy.

## Kariera piłkarska

### Kariera klubowa
Wychowanek DJuSSz-4 we Lwowie. Pierwszy trener - Bohdan Hreszczak. W 1988 rozpoczął karierę piłkarską w klubie SKA-Karpaty Lwów, piłkarze którego w sezonie 1990 zostali przeniesione do Hałyczyny Drohobycz. Od 1991 bronił barw Karpat Lwów. W 1994 wyjechał do Izraela, gdzie występował w F.C. Ashdod. W 1995 ponownie wrócił do Karpat Lwów. Następnie występował w takich klubach jak Żemczużyna Soczi, Worskła Połtawa, Prykarpattia Iwano-Frankowsk, Polihraftechnika Oleksandria/PFK Oleksandria, Nywa Winnica i Techno-Centr Rohatyn. Ostatnim klubem w karierze piłkarskiej był Dnipro Czerkasy, w którym ukończył swoje występy.

### Kariera reprezentacyjna
Występował w juniorskiej reprezentacji ZSRR w finałowych turniejach w Kanadzie w 1987 i Czechosłowacji w 1988.

## Sukcesy i odznaczenia
- Mistrz Świata U-16 (1x)

1987 (w Kanadzie)
- Mistrz Europy U-19: (1x)

1988 (w Czechosłowacji)
- Finalista Pucharu Ukrainy: (2x)

1993
- Nagrodzony tytułem Mistrz Sportu ZSRR w 1990.
- Nagrodzony tytułem Mistrz Sportu Ukrainy.